# Dun-le-Poëlier

Dun-le-Poëlier este o comună în departamentul Indre, Franța. În 1 ianuarie 2022 avea o populație de 437 de locuitori.